# День, коли щастить
«День, коли щастить» (рос. День везения) — радянський ляльковий фільм 1983 року Творчого об'єднання художньої мультиплікації студії  Київнаукфільм, режисер — Валентина Костилєва. Мультфільм озвучено російською і українською мовами.

## Сюжет
Про бегемотика Топа та кота Тутті, що жили на краю землі, і Топ хотів, щоб до нього завітали гості. Другий мультфільм серії.

## Над фільмом працювали
- Автор сценарію: Жанна Вітензон;
- Текст пісні: Олександра Вратарьова;
- Режисер: Валентина Костилєва;
- Художник-постановник: В. Сабліков;
- Композитор: Вадим Ільїн;
- Оператор: С. Бодак;
- Звукооператор: Віктор Груздєв;
- Мультиплікатори: Елеонора Лисицька, Жан Таран, Анатолій Трифонов;
- Ляльки та декорації виготовили: Анатолій Радченко, Яків Горбаченко, В. Яковенко, В. Давиденко (у українській версії не вказаний), В. Юрченко, Вадим Гахун, О. Кульчицький;
- Монтаж: О. Деряжна;
- Редактор: Світлана Куценко;
- Директор картини: Н. Литвиненко.